# 可真村
可真村（かまそん）は、岡山県赤磐郡にあった村。現在の赤磐市の一部、岡山市東区の一部（山の池地区）にあたる。

## 地理
吉井川支流・小野田川に注ぐ可真川流域の開析された谷と、その周辺の丘陵に位置していた。

## 歴史
- 1889年（明治22年）6月1日、町村制の施行により、磐梨郡可真下村、可真上村、弥上村、野間村、稗田村、石蓮寺村が合併して村制施行し、可真村が発足[1][2]。旧村名を継承した可真下、可真上、弥上、野間、稗田、石蓮寺の6大字を編成[2]。
- 1900年（明治33年）4月1日、郡の統合により赤磐郡に所属[1][2]。
- 1953年（昭和28年）12月15日、赤磐郡豊田村・小野田村、和気郡熊山村（一部）と合併し、町制施行し赤磐郡熊山町を新設して廃止された[1][2]。合併後、熊山町大字可真下・可真上・弥上・野間・稗田・石蓮寺となる[2]。

### 地名の由来
『和名抄』以来の可真（珂磨）郷にちなむ。

## 村長
- 初代 大石廉（1889年 - 1895年）

## 出身著名人
- 大久保重五郎 - 山の池出身。同地区は可真村が熊山町となった後に万富町に編入されたため、現在は岡山市東区となっている。

## 産業
- 農業、果樹[2]
- 明治中期以来、果樹栽培の向上などで県下の先導的役割を果たした[2]。